# Neagox
Neagox is een computerspel dat in 1990 uitkwam voor de Commodore 64. Het actiespel is een horizontaal scrollende shoot 'em up. Het spel is singleplayer en Engelstalig. De speler bestuurt een vliegtuig en moet diverse vijanden neerschieten.